# Чорна Венера
«Чорна Венера» (фр. Vénus noire) — французько-бельгійська історична драма режисера Абделатіфа Кешиша 2010 року. Фільм брав участь в основній конкурсній програмі 67-го Венеційського кінофестивалю та отримав Приз рівних можливостей.

## Сюжет
Дія фільму відбувається на початку XIX століття. Анатом Жорж Кюв'є з Паризької Королівської медичної академії зустрічає на шоу потвор цікаву особу — африканську жінку, чия голова дуже схожа на голову мавпи. Анатом та його колеги в захваті від побаченого. Ця жінка — Саарті Бартман південноафриканська рабиня, яку брат її господаря привіз до Європи, щоб показати світу. Протягом кількох років вона брала участь у фрік-шоу, де її змушували демонструвати глядачам свої неприродно великі як для європейців сідниці. У неї на батьківщині подібні сідниці вважалися ознакою краси. У Європі чорношкіра жінка прославилася й отримала прізвисько «Готтентотська Венера».

## В ролях
| Актор(ка)        |   | Роль                     |
| ---------------- | - | ------------------------ |
| Яхіма Торрес     | … | Саарті "Сара" Бартман    |
| Андре Джейкобс   | … | Хендрік Сезар            |
| Олів'є Ґурме     | … | Рео                      |
| Еліна Левензон   | … | Джинні                   |
| Франсуа Марторе  | … | Жорж Кюв'є               |
| Мішель Жонті     | … | Жан-Батист Берре         |
| Жан-Крістоф Буве | … | Шарль Меркайї, журналіст |